# Д (слово ћирилице)
Д д (Д&nbsp;д; искошено:  или ) је ћириличко слово, еквивалент латиничном слову  и грчком слову делта (Δ δ).

## Историја
Ћириличко слово Д је настало од грчког слова Делте (Δ δ).
У старословенској азбуци име слова је било добро, што је значило »добро«.
У ћириличком бројевном систему, слово Д је имало вредност броја 4.

## Облик
Највећа разлика између Д и модерне Делте (Δ) је у томе што слово Д има »ножице« испод основе слова. »Ножице« су позајмљене из византинског унцијалног облика великог Делта.
Д, као и Л, има два типографска облика: старији облик у којој је врх у облику шпица (као Делта), и новији облик у којој је врх раван. Новија варијанта се први пут појавила у средини ⅩⅨ столећа. Данас, велика већина фонтова користи новији облик, док се старији сматра више стилским и због тога га веома мало фонтова користи (најпознатији је фонт »Балтика«, дизајниран 1951‒52).
У руском писаном облику, облик малог слова је сличан латиничком слову . Јужнословенска типографија преферира облик који је налик на мало латиничко ⟨g⟩. Облик који је сличан латиничком ⟨g⟩ се користи у руским школама.
Руски, украјински, белоруски и бугарски облик великог писаног слова Д је идентичан латиничком писаном D јер штампани облик није довољно лак за писање. Српски и македонски користе другачији облик који личи на број 2, који је непознаница у Русији.

## Употреба
Најчешће представља звучни зубни плозив, , сем када се у руском језику нађе на крају речи и пред безвучним сугласником, где прелази у и када стоји испред палатализирајућег самогласника, где прелази у .

## Слична и сродна слова
- Δ δ: грчко слово Делта
- : слово латинице
- : слово ћирилице